# Frederic Bancroft
Frederic Bancroft (* 30. Oktober 1860 in Galesburg (Illinois); † 22. Februar 1945 in Washington, D.C.) war ein US-amerikanischer Historiker.

## Leben
Bancroft studierte am Amherst College mit dem Bachelor-Abschluss und wurde an der Columbia University promoviert. Nach einem Jahr als Lecturer an der Columbia University war er 1888 bis 1892 Bibliothekar im State Department. Später hielt er regelmäßig Vorlesungen an der Columbia University.
Bancroft befasste sich vor allem mit der Geschichte der Sklaverei in den Südstaaten und schrieb eine Biografie von William H. Seward. Sein Buch über die Geschichte der Sklaverei enthielt originäres Material, dass er aus Interviews ehemaliger Sklaven und Briefwechsel mit Beteiligten erhielt. Es zeigte die ausbeuterischen und menschenverachtenden Praktiken der Sklaverei (Trennung von Familien, Zucht von Sklaven), die in erster Linie den ökonomischen Interessen der Sklavenhalter diente. Er widersprach damit früher verbreiteten Ansichten anderer Historiker (wie Ulrich Bonnell Phillips).
Er war aktiv in der American Historical Association und an deren Reform um 1915. Der Bancroft-Preis für Historiker der Columbia University ist nach ihm benannt.
Sein Bruder Edgar Bancroft (1857–1925) war US-Botschafter in Japan.

## Schriften
- Slave Trading in the Old South, Baltimore: Furst 1931, Nachdrucke 1959 (New York: Ungar, Vorwort Allan Nevins), 1996 (University of South Carolina Press, Vorwort Michael Tadman)
- A sketch of the Negro in politics, especially in South Carolina and Mississippi, New York: J. F. Pearson 1885
- Life of William H. Seward, 2 Bände, New York, London: Harper and Brothers 1900, Band 1, Band 2
- Calhoun and the South Carolina nullification movement, Johns Hopkins Press 1928

1907/8 gab er die Erinnerungen von Carl Schurz heraus (New York: McClure) und 1913 dessen Reden, politische Arbeiten und Briefe (3 Bände).